# Morti il 19 febbraio
| Questa pagina contiene informazioni ricavate automaticamente dalle voci biografiche con l'ausilio del template Bio e di un bot. L'aggiornamento è periodico e automatico e ricostruisce completamente la pagina. Se manca una persona in questa lista, sei pregato di non aggiungerla, ma accertati piuttosto che la sua voce biografica contenga il template Bio e che i dati anagrafici siano correttamente compilati. Se il template Bio manca, inseriscilo tu stesso o, in alternativa, metti l'avviso {{tmp\|Bio}} che ne segnala la mancanza. Se i dati riportati sono sbagliati, correggi direttamente la voce biografica; le modifiche saranno visibili in questa lista entro pochi giorni. Per chiarimenti vedi il progetto biografie. La lista contiene solo le 547 persone che sono citate nell'enciclopedia e per le quali è stato implementato correttamente il template Bio. Pagina aggiornata al 29 lug 2025. |

## II secolo(1)
- 197 - Clodio Albino, romano

## VII secolo(1)
- 682 - Barbato di Benevento, vescovo e santo italiano (n. 602)

## XII secolo(2)
- 1138 - Irene Ducaena, imperatrice bizantina (n. 1063)
- 1150 - Ibn Masal

## XIII secolo(1)
- 1260 - Bonifacio di Losanna, vescovo cattolico e beato belga

## XIV secolo(4)
- 1301 - Pietro Gerra, patriarca cattolico italiano
- 1351 - Corrado Confalonieri, italiano (n. 1290)
- 1374 - Sancho d'Alburquerque, conte spagnolo (n. 1342)
- 1376 - Giovanni II di Oświęcim, duca

## XV secolo(9)
- 1405 - Tamerlano, condottiero mongolo (n. 1336)
- 1414 - Thomas Arundel, arcivescovo cattolico inglese (n. 1353)
- 1431 - Enrico di Gorkum, filosofo, teologo e docente olandese (n. 1378)
- 1445 - Eleonora di Trastámara, regina (n. 1402)
- 1451 - Caterina Appiano, nobildonna italiana (n. 1401)
- 1458 - Giovanni di Friburgo, nobile svizzero (n. 1396)
- 1468 - Elisabetta Picenardi, beata italiana (n. 1428)
- 1479 - Lucrezia d'Alagno, nobile italiana (n. 1430)
- 1491 - Enno I della Frisia orientale, conte (n. 1460)

## XVI secolo(8)
- 1512 - Federico Contarini, militare e politico italiano (n. 1479)
- 1532 - Enrico di Brunswick-Lüneburg, nobile tedesco (n. 1468)
- 1553 - Erasmus Reinhold, astronomo e matematico tedesco (n. 1511)
- 1581 - Eleonora d'Este, nobile italiana (n. 1537)
- 1584 - Anna de' Medici, nobile italiana (n. 1569)
- 1589 - Santa Filotea, religiosa greca
- 1590 - Filippo IV di Hanau-Lichtenberg, tedesco (n. 1514)
- 1596 - Blaise de Vigenère, diplomatico, crittografo e traduttore francese (n. 1523)

## XVII secolo(23)
- 1602 - Filippo Emanuele di Lorena, duca francese (n. 1558)
- 1603 - Juan Azor, filosofo e presbitero spagnolo (n. 1535)
- 1605 - Orazio Vecchi, compositore italiano (n. 1550)
- 1608 - Antonio Roccatagliata, nobile, notaio e politico italiano
- 1614 - Giovanni Battista Bertucci il Giovane, pittore italiano (n. 1539)
- 1620 - Roemer Visscher, mercante olandese (n. 1547)
- 1621 - Giacomo Sannesio, cardinale e vescovo cattolico italiano (n. 1560)
- 1622 - Frans Pourbus il Giovane, pittore fiammingo (n. 1569)
- 1622 - Henry Savile, matematico e traduttore inglese (n. 1549)
- 1625 - Arthur Chichester, politico inglese (n. 1563)
- 1635 - Franco Burgersdijk, logico olandese (n. 1590)
- 1645 - Pier Paolo Crescenzi, cardinale e vescovo cattolico italiano (n. 1572)
- 1645 - Dorotea Sofia di Sassonia-Altenburg, religiosa tedesca (n. 1587)
- 1653 - Luigi Rossi, compositore e musicista italiano
- 1660 - William Douglas, I marchese di Douglas, nobile scozzese (n. 1589)
- 1663 - Adam Adami, vescovo cattolico tedesco (n. 1610)
- 1665 - Johann Ferdinand von Porcia, nobile e politico austriaco (n. 1605)
- 1666 - Willem van Honthorst, pittore olandese (n. 1594)
- 1679 - Henricus Regius, filosofo e medico olandese (n. 1598)
- 1682 - Federico d'Assia-Darmstadt, cardinale e vescovo cattolico tedesco (n. 1616)
- 1694 - Jerzy Franciszek Kulczycki, diplomatico, nobile e imprenditore polacco
- 1694 - Francis Wheler, ammiraglio inglese (n. 1656)
- 1696 - Giovanni Pietro Bellori, scrittore, antiquario e storico dell'arte italiano (n. 1613)

## XVIII secolo(23)
- 1708 - Gregorio Messere, filosofo, poeta e filologo italiano (n. 1636)
- 1709 - Tokugawa Tsunayoshi, militare giapponese (n. 1646)
- 1713 - Giuseppe Maria d'Altemps, IV duca di Gallese, nobile italiano (n. 1653)
- 1715 - Domenico Egidio Rossi, architetto italiano (n. 1659)
- 1716 - Dorothe Engelbretsdatter, scrittrice norvegese (n. 1634)
- 1720 - Antonio Ottoboni, nobile e generale italiano (n. 1646)
- 1721 - Giuseppe Antonio Delmestri von Schönberg, vescovo cattolico italiano (n. 1672)
- 1723 - Cristina Adelaide Pallavicino, nobildonna italiana (n. 1652)
- 1730 - Agostino Pipia, cardinale e vescovo cattolico italiano (n. 1660)
- 1734 - Michael Heinrich Gribner, giurista tedesco (n. 1682)
- 1734 - Domenico Trezzini, architetto e urbanista svizzero (n. 1670)
- 1741 - Andrea Locatelli, pittore italiano (n. 1695)
- 1767 - François Boissier de Sauvages de Lacroix, medico e botanico francese (n. 1706)
- 1768 - Cesare Alberico Lucini, arcivescovo cattolico italiano (n. 1730)
- 1771 - Villim Villimovič Fermor, generale russo (n. 1702)
- 1783 - Agostino Paradisi, poeta, economista e saggista italiano (n. 1736)
- 1783 - Alfonso Sozy Carafa, vescovo cattolico italiano (n. 1704)
- 1785 - Johann Christoph Richter, compositore e organista tedesco (n. 1700)
- 1790 - Thomas de Mahy de Favras, nobile e politico francese (n. 1744)
- 1790 - Jan Křtitel Krumpholtz, compositore e arpista ceco (n. 1747)
- 1791 - Pierantonio Serassi, filologo, letterato e presbitero italiano (n. 1721)
- 1794 - Étienne-Charles de Loménie de Brienne, cardinale, arcivescovo cattolico e politico francese (n. 1727)
- 1799 - Jean-Charles de Borda, militare, matematico e fisico francese (n. 1733)

## XIX secolo(65)
- 1801 - Bernardo Maria Aliprandi, compositore e violoncellista italiano (n. 1747)
- 1806 - Elizabeth Carter, poetessa, scrittrice e traduttrice inglese (n. 1717)
- 1808 - David Emanuel, politico statunitense (n. 1744)
- 1809 - Johann Adam Schmidt, medico e oculista austriaco (n. 1759)
- 1813 - Louis-Fouquet de Vincens de Saint-Michel d'Agoult, nobile e militare francese (n. 1737)
- 1815 - Domenico Conti Bazzani, pittore italiano (n. 1740)
- 1821 - György Majláth, nobile, giudice e politico ungherese (n. 1752)
- 1822 - Jerónimo Francisco de Lima, compositore portoghese (n. 1743)
- 1825 - Francisco de Eliza, militare, esploratore e navigatore spagnolo (n. 1759)
- 1827 - François-Marie Bigex, arcivescovo cattolico italiano (n. 1751)
- 1827 - Armand Augustin Louis de Caulaincourt, nobile, generale e diplomatico francese (n. 1773)
- 1833 - Giuseppe Montani, saggista, critico letterario e editore italiano (n. 1786)
- 1834 - Giovanni Battista Rodella, inventore italiano (n. 1749)
- 1835 - Constantin Brun, mercante e diplomatico tedesco (n. 1746)
- 1836 - Giuseppe Fieschi, rivoluzionario francese (n. 1790)
- 1837 - Georg Büchner, scrittore e drammaturgo tedesco (n. 1813)
- 1839 - Lawrence Dundas, I conte di Zetland, nobile e politico scozzese (n. 1766)
- 1841 - Augusta di Prussia, nobile tedesca (n. 1780)
- 1841 - Claude François Chauveau-Lagarde, avvocato e giurista francese (n. 1756)
- 1841 - Amalia di Nassau-Weilburg, nobile tedesca (n. 1776)
- 1843 - Maurice Ourry, drammaturgo, poeta e giornalista francese (n. 1776)
- 1846 - Giordano de Bianchi Dottula, letterato e politico italiano (n. 1772)
- 1847 - José Joaquín de Olmedo, politico e poeta ecuadoriano (n. 1780)
- 1850 - François Debret, architetto francese (n. 1777)
- 1853 - Johann Sebastian von Drey, teologo tedesco (n. 1777)
- 1855 - William Archibald Cadell, matematico e scrittore scozzese (n. 1775)
- 1856 - Conrad Heyer, militare statunitense (n. 1749)
- 1859 - John Abbey, organaro inglese (n. 1785)
- 1861 - Eugène Guinot, scrittore, drammaturgo e opinionista francese
- 1862 - Antoine Vivenel, imprenditore, architetto e filantropo francese (n. 1799)
- 1864 - Dmitrij Nikolaevič Bludov, politico russo (n. 1785)
- 1864 - Giovan Battista Pagani, politico e giurista italiano (n. 1784)
- 1864 - Antoinette de Mérode, contessa belga (n. 1828)
- 1867 - Stefano d'Asburgo-Lorena, austriaco (n. 1817)
- 1868 - Bernardo Prudencio Berro, politico e scrittore uruguaiano (n. 1803)
- 1868 - Venancio Flores, politico e militare uruguaiano (n. 1808)
- 1870 - Nathaniel de Rothschild, banchiere e enologo britannico (n. 1812)
- 1871 - John Bankhead Magruder, militare statunitense (n. 1807)
- 1872 - Josef Leonhard Bernold, imprenditore, giudice e politico svizzero (n. 1809)
- 1872 - Gustav Friedrich Oehler, teologo tedesco (n. 1812)
- 1873 - Robert Wilhelm Ekman, pittore finlandese (n. 1808)
- 1873 - Vasil Levski, rivoluzionario bulgaro (n. 1837)
- 1874 - Carl Ernst Bock, medico e anatomista tedesco (n. 1809)
- 1875 - Philothée O'Neddy, poeta e scrittore francese (n. 1811)
- 1876 - Henri Patin, letterato francese (n. 1793)
- 1878 - Charles-François Daubigny, pittore francese (n. 1817)
- 1880 - Costantino Brumidi, pittore italiano (n. 1805)
- 1882 - Sara Levi Nathan, patriota, filantropa e politica italiana (n. 1819)
- 1883 - Francesco di Toppo, collezionista d'arte e letterato italiano (n. 1797)
- 1884 - Luigi Chiesi, avvocato, patriota e politico italiano (n. 1811)
- 1884 - Karl Müllenhoff, filologo e archeologo tedesco (n. 1818)
- 1885 - Thomas Croxen Archer, botanico britannico (n. 1817)
- 1885 - Carlo Corsi di Bosnasco, magistrato e politico italiano (n. 1798)
- 1886 - Prosper Giquel, militare francese (n. 1835)
- 1887 - Multatuli, scrittore e aforista olandese (n. 1820)
- 1888 - Karl Bartsch, filologo tedesco (n. 1832)
- 1891 - Josip Mihalović, cardinale e arcivescovo cattolico croato (n. 1814)
- 1891 - Alexander Winchell, geologo e paleontologo statunitense (n. 1824)
- 1894 - Francisco Asenjo Barbieri, compositore e musicista spagnolo (n. 1823)
- 1894 - Giuseppe Desimone, politico e magistrato italiano (n. 1811)
- 1894 - Camillo Sivori, violinista e compositore italiano (n. 1815)
- 1897 - Charles Blondin, circense francese (n. 1824)
- 1897 - Karl Weierstrass, matematico tedesco (n. 1815)
- 1898 - Ignazio Invernizzi, magistrato e militare italiano (n. 1834)
- 1900 - Léonce, tenore e attore francese (n. 1823)

## XX secolo(252)
- 1903 - Giuseppe Lovera di Maria, ammiraglio italiano (n. 1836)
- 1905 - Rosa Maltoni, insegnante italiana (n. 1858)
- 1907 - Giovanni Maria Asara, poeta italiano (n. 1823)
- 1907 - Manfredo Cagni, generale e scrittore italiano (n. 1834)
- 1910 - Josep Vilaseca, architetto spagnolo (n. 1848)
- 1910 - Samuel Warren, giurista e avvocato statunitense (n. 1852)
- 1911 - Paul Morton, politico statunitense (n. 1857)
- 1912 - Adelchi Negri, patologo, batteriologo e virologo italiano (n. 1876)
- 1914 - Vladimir Donatovič Orlovskij, pittore ucraino (n. 1842)
- 1915 - Giovanni Canna, filologo classico, umanista e poeta italiano (n. 1832)
- 1915 - Giorgio Giorgi, giurista e politico italiano (n. 1836)
- 1916 - Bob Benson, calciatore inglese (n. 1883)
- 1916 - Louis-Joseph-Raphaël Collin, pittore francese (n. 1850)
- 1916 - Ernst Mach, fisico e filosofo austriaco (n. 1838)
- 1917 - Giacomo Bellucci, vescovo cattolico italiano (n. 1832)
- 1917 - Marshall Farnum, regista statunitense (n. 1880)
- 1917 - Filippo Liardo, pittore e patriota italiano (n. 1834)
- 1918 - Grace Cadell, medico scozzese (n. 1855)
- 1918 - Antonio Dal Zotto, scultore italiano (n. 1841)
- 1919 - Berta d'Assia-Philippsthal-Barchfeld, principessa tedesca (n. 1874)
- 1919 - Antonin Carlès, scultore francese (n. 1851)
- 1919 - Frederick DuCane Godman, entomologo e ornitologo inglese (n. 1834)
- 1919 - Júlia Hunyady de Kéthely, nobildonna ungherese (n. 1831)
- 1920 - Emilio Bisi, scultore italiano (n. 1850)
- 1920 - William George Trice, organaro britannico (n. 1848)
- 1921 - Pietro Ponzo, agricoltore italiano (n. 1851)
- 1923 - Eugène Hénard, architetto e urbanista francese (n. 1849)
- 1923 - Jean-Jules-Antoine Lecomte du Nouÿ, pittore e scultore francese (n. 1842)
- 1923 - Alessandro Vincenzo Siciliano, nobile e imprenditore italiano (n. 1860)
- 1924 - Edmond Picard, scrittore e giurista belga (n. 1836)
- 1925 - Michail Osipovič Geršenzon, storico e critico letterario russo (n. 1869)
- 1927 - Herbert Akroyd Stuart, inventore, ingegnere e progettista britannico (n. 1864)
- 1927 - Georg Brandes, critico letterario e filosofo danese (n. 1842)
- 1927 - Robert Fuchs, compositore e insegnante austriaco (n. 1847)
- 1927 - Fernand de Langle de Cary, generale francese (n. 1849)
- 1927 - Alfred Wilhelm Strohl, mecenate e pittore francese (n. 1847)
- 1928 - Giuseppe Sangiorgi, mercante d'arte italiano (n. 1850)
- 1929 - Werner von Alvensleben-Neugattersleben, politico prussiano (n. 1840)
- 1929 - Joseph Boussinesq, matematico francese (n. 1842)
- 1929 - Cesare Galeotti, compositore, direttore d'orchestra e pianista italiano (n. 1872)
- 1930 - Maximilian Braun, anatomista e zoologo tedesco (n. 1850)
- 1931 - Roberto Galli, patriota, politico e editore italiano (n. 1840)
- 1931 - Edward Henry, poliziotto britannico (n. 1850)
- 1931 - Tovmas Nazarbekian, generale russo (n. 1855)
- 1932 - Adelaide Herrmann, illusionista e attrice inglese (n. 1853)
- 1933 - Juan Bautista Aznar-Cabañas, politico e ammiraglio spagnolo (n. 1860)
- 1933 - Luigi Lodi, giornalista italiano (n. 1856)
- 1933 - John Sullivan, presbitero irlandese (n. 1861)
- 1934 - Caleb Bradham, farmacista statunitense (n. 1867)
- 1935 - Giovanni Pelli Fabbroni, imprenditore e politico italiano (n. 1851)
- 1935 - Zelda Sears, sceneggiatrice, attrice e commediografa statunitense (n. 1873)
- 1936 - Billy Mitchell, generale statunitense (n. 1879)
- 1937 - Francis Hepburn Chevallier-Boutell, ingegnere e dirigente sportivo inglese (n. 1851)
- 1937 - Edward Garnett, scrittore e critico letterario inglese (n. 1868)
- 1937 - Hermann Kümmell, chirurgo tedesco (n. 1852)
- 1937 - Horacio Quiroga, scrittore uruguaiano (n. 1878)
- 1937 - Friedrich Weißler, giurista tedesco (n. 1891)
- 1938 - Walter Friedensburg, storico e archivista tedesco (n. 1855)
- 1938 - Adomas Jakštas, presbitero, poeta e filosofo lituano (n. 1860)
- 1938 - Edmund Landau, matematico tedesco (n. 1877)
- 1938 - Carlo Piancastelli, collezionista d'arte e bibliografo italiano (n. 1867)
- 1939 - John F. Keeble, compositore di scacchi inglese (n. 1855)
- 1940 - August Borchard, chirurgo tedesco (n. 1864)
- 1940 - Ljubomir Davidović, politico jugoslavo (n. 1863)
- 1940 - Ettore Fronzi, arcivescovo cattolico italiano (n. 1867)
- 1941 - Emilio Chiovenda, botanico italiano (n. 1871)
- 1941 - Jacques Curie, chimico francese (n. 1856)
- 1941 - Hamilton Harty, direttore d'orchestra, compositore e organista irlandese (n. 1879)
- 1943 - Lynne Overman, attore statunitense (n. 1887)
- 1943 - Carlo Pfister, militare e aviatore italiano (n. 1916)
- 1945 - John Basilone, militare statunitense (n. 1916)
- 1945 - Achille Beltrame, illustratore e pittore italiano (n. 1871)
- 1945 - Pietro Bruzzi, anarchico, operaio e partigiano italiano (n. 1888)
- 1945 - Ancilla Marighetto, partigiana italiana (n. 1927)
- 1945 - Fay Moulton, velocista e giocatore di football americano statunitense (n. 1876)
- 1946 - Giuseppe Celi, prefetto e politico italiano (n. 1879)
- 1946 - Michele De Franchis, matematico italiano (n. 1875)
- 1946 - Rafael Erich, politico finlandese (n. 1879)
- 1946 - Siegfried Hänicke, generale tedesco (n. 1878)
- 1947 - Charles Frédéric Petit, arciere francese (n. 1857)
- 1947 - August Schmidhuber, generale tedesco (n. 1901)
- 1948 - Joseph Ettor, sindacalista statunitense (n. 1885)
- 1948 - Tony Garnier, architetto e urbanista francese (n. 1869)
- 1951 - Carlo Fabri, avvocato e politico italiano (n. 1866)
- 1951 - André Gide, scrittore francese (n. 1869)
- 1951 - Vester Pegg, attore statunitense (n. 1887)
- 1951 - Hugo Sällström, velista svedese (n. 1870)
- 1952 - Francesco Giberti, vescovo cattolico italiano (n. 1890)
- 1952 - Enrique González Martínez, poeta messicano (n. 1871)
- 1952 - Lawrence Grant, attore britannico (n. 1870)
- 1952 - Knut Hamsun, scrittore norvegese (n. 1859)
- 1952 - Sam Lufkin, attore statunitense (n. 1891)
- 1953 - Friedrich Franz Friedmann, medico tedesco (n. 1876)
- 1953 - Antonio Gamberi, poeta e scrittore italiano (n. 1864)
- 1953 - Nobutake Kondō, ammiraglio giapponese (n. 1886)
- 1954 - Erik Norberg, ginnasta svedese (n. 1883)
- 1954 - Axel Pehrsson, politico svedese (n. 1893)
- 1954 - Vladimir Wiese, esploratore e oceanografo russo (n. 1886)
- 1955 - Alain de Boüard, archivista, paleografo e storico francese (n. 1882)
- 1955 - Marcel Dubois, lottatore e sollevatore belga (n. 1886)
- 1956 - Tod Slaughter, attore britannico (n. 1885)
- 1956 - Michele D'Aquino, magistrato e politico italiano (n. 1870)
- 1957 - Chino Chini, pittore e decoratore italiano (n. 1870)
- 1957 - Maurice Garin, ciclista su strada e pistard italiano (n. 1871)
- 1957 - Percy Hobart, generale britannico (n. 1885)
- 1957 - Porfírio Pardal Monteiro, architetto portoghese (n. 1897)
- 1957 - Märta Torén, attrice svedese (n. 1925)
- 1958 - Charles King, lunghista e triplista statunitense (n. 1880)
- 1958 - Giuseppe Praga, storico e archivista italiano (n. 1893)
- 1958 - Giovanni Ticozzi, partigiano italiano (n. 1897)
- 1959 - Luigi Michelacci, pittore italiano (n. 1879)
- 1959 - Angelo Pasolini, calciatore italiano (n. 1905)
- 1960 - John Aspin, velista britannico (n. 1877)
- 1960 - H. J. C. Grierson, anglista e critico letterario britannico (n. 1866)
- 1960 - Hans Christian Svane Hansen, politico danese (n. 1906)
- 1961 - Anders Andersen, lottatore danese (n. 1881)
- 1961 - Mario Bonetti, ammiraglio italiano (n. 1888)
- 1961 - Giovanni Di Guglielmo, ematologo e patologo italiano (n. 1886)
- 1961 - George Johnson, doppiatore statunitense (n. 1898)
- 1962 - Émile Armand, anarchico e filosofo francese (n. 1872)
- 1962 - James Barton, attore statunitense (n. 1890)
- 1962 - Sophus Hansen, calciatore e arbitro di calcio danese (n. 1889)
- 1962 - Georgios Papanicolaou, medico greco (n. 1883)
- 1963 - Elsa Conrad, imprenditrice tedesca (n. 1887)
- 1963 - Benny Moré, cantante cubano (n. 1919)
- 1963 - Edoardo Rotigliano, avvocato e politico italiano (n. 1880)
- 1964 - Nino Bellini, attore italiano (n. 1894)
- 1964 - Edward Gargan, attore statunitense (n. 1902)
- 1964 - Giōrgos Kalafatīs, calciatore greco (n. 1890)
- 1965 - Fausto Andreani, politico e avvocato italiano (n. 1893)
- 1965 - Giovanni Clocchiatti, allenatore di calcio e calciatore italiano (n. 1920)
- 1965 - Paolo Ferrara, attore italiano (n. 1892)
- 1965 - Florence Gill, doppiatrice britannica (n. 1877)
- 1965 - William Gray Purcell, architetto statunitense (n. 1880)
- 1965 - Forrest Taylor, attore statunitense (n. 1883)
- 1965 - Tom Wilson, attore statunitense (n. 1880)
- 1966 - James Edward Grant, scrittore, sceneggiatore e regista statunitense (n. 1905)
- 1966 - Titomanlio Manzella, scrittore e giornalista italiano (n. 1891)
- 1966 - Luciano Romagnoli, politico, partigiano e sindacalista italiano (n. 1924)
- 1966 - Étienne Romano, imprenditore francese (n. 1889)
- 1967 - Vincenzo Rivera, naturalista, botanico e politico italiano (n. 1890)
- 1968 - Eugen Angelescu, chimico rumeno (n. 1896)
- 1968 - Joaquín Edwards Bello, scrittore cileno (n. 1887)
- 1968 - Georg Hackenschmidt, wrestler, strongman e scrittore estone (n. 1877)
- 1968 - Hamilton Luske, regista e animatore statunitense (n. 1903)
- 1968 - Pietro Mancini, politico italiano (n. 1876)
- 1969 - Madge Blake, attrice statunitense (n. 1899)
- 1969 - Jean-Pierre Ducasse, ciclista su strada e ciclocrossista francese (n. 1944)
- 1969 - Giuseppe Marini, ammiraglio italiano (n. 1899)
- 1969 - Hernán Robleto, scrittore nicaraguense (n. 1892)
- 1970 - Aage Leidersdorff, schermidore danese (n. 1910)
- 1970 - Gaston Modot, attore francese (n. 1887)
- 1970 - Jules Munshin, attore, cantante e ballerino statunitense (n. 1915)
- 1970 - Adolfo Spiller, calciatore svizzero (n. 1910)
- 1971 - Gino Franzi, architetto italiano (n. 1898)
- 1972 - John Grierson, produttore cinematografico, critico cinematografico e regista britannico (n. 1898)
- 1972 - Lee Morgan, trombettista statunitense (n. 1938)
- 1972 - Jirō Yoshihara, artista giapponese (n. 1905)
- 1973 - Léon Darrien, ginnasta belga (n. 1887)
- 1973 - Ivan T. Sanderson, biologo e scrittore scozzese (n. 1911)
- 1973 - Armando Segato, calciatore e allenatore di calcio italiano (n. 1930)
- 1973 - Joseph Szigeti, violinista ungherese (n. 1892)
- 1974 - Louis Mesenkop, tecnico del suono statunitense (n. 1903)
- 1974 - Hermine Stindt, nuotatrice tedesca (n. 1888)
- 1975 - Léon Bernot, sollevatore francese (n. 1896)
- 1975 - Luigi Dallapiccola, compositore e pianista italiano (n. 1904)
- 1976 - Giuseppe Biondi, calciatore italiano (n. 1907)
- 1976 - Lev Il'ič Lošinskij, compositore di scacchi sovietico (n. 1913)
- 1976 - Lawrence Shields, mezzofondista statunitense (n. 1895)
- 1976 - Frank Sullivan, scrittore statunitense (n. 1892)
- 1977 - Ferdinando Contini, calciatore italiano (n. 1900)
- 1977 - Clely Fiamma, attrice e cantante italiana (n. 1914)
- 1977 - Osvaldo Martini, calciatore italiano (n. 1911)
- 1977 - Mario Toselli, calciatore e allenatore di calcio italiano (n. 1897)
- 1978 - Vittorio Botticini, pittore italiano (n. 1909)
- 1978 - Olav Ditlev-Simonsen, calciatore norvegese (n. 1897)
- 1978 - Michail Nikolaevič Zacharov, militare sovietico (n. 1912)
- 1979 - Elmano Cardim, giornalista brasiliano (n. 1891)
- 1979 - Moritz Jahn, scrittore e poeta tedesco (n. 1884)
- 1979 - Leigh Jason, regista e sceneggiatore statunitense (n. 1904)
- 1979 - Evert Lundquist, calciatore svedese (n. 1900)
- 1980 - Nicola Adamo, politico italiano (n. 1928)
- 1980 - Robert Morrison, canottiere britannico (n. 1902)
- 1980 - Bon Scott, cantautore britannico (n. 1946)
- 1980 - Gemma D'Amico Flugi, pittrice italiana (n. 1906)
- 1981 - Charles Joisten, antropologo, etnologo e mitografo francese (n. 1936)
- 1981 - Doug Lewis, pugile canadese (n. 1898)
- 1981 - Nino Marchetti, attore italiano (n. 1905)
- 1983 - Jardel Filho, attore brasiliano (n. 1928)
- 1983 - Marcello Mascherini, scultore e scenografo italiano (n. 1906)
- 1983 - Alice White, attrice statunitense (n. 1904)
- 1984 - Ina Ray Hutton, cantante statunitense (n. 1916)
- 1984 - Jesse Pye, calciatore inglese (n. 1919)
- 1984 - Lewis J. Rachmil, scenografo e produttore cinematografico statunitense (n. 1908)
- 1984 - François Rudler, cestista francese (n. 1910)
- 1984 - Duilio Susmel, giornalista italiano (n. 1919)
- 1985 - Ernesto Greppi, calciatore italiano (n. 1902)
- 1985 - Carmen Lucia, sindacalista italiana (n. 1902)
- 1985 - Sverre Pettersen, calciatore norvegese (n. 1903)
- 1985 - Pietro Reverberi, arbitro di pallacanestro italiano (n. 1912)
- 1986 - Bill Anderson, allenatore di calcio e calciatore inglese (n. 1913)
- 1986 - Adolfo Celi, attore, regista e sceneggiatore italiano (n. 1922)
- 1986 - André Leroi-Gourhan, etnologo, archeologo e antropologo francese (n. 1911)
- 1986 - Francisco Paulo Mignone, compositore, pianista e direttore d'orchestra brasiliano (n. 1897)
- 1986 - Barry Seal, criminale e aviatore statunitense (n. 1939)
- 1986 - Dorothea Wieck, attrice tedesca (n. 1908)
- 1987 - Charles Bouleau, pittore, incisore e saggista francese (n. 1906)
- 1987 - Henry-Russell Hitchcock, storico e docente statunitense (n. 1903)
- 1988 - René Char, poeta francese (n. 1907)
- 1988 - André Frédéric Cournand, medico francese (n. 1895)
- 1988 - Walerian Kisieliński, calciatore polacco (n. 1907)
- 1988 - Sirio Politi, presbitero italiano (n. 1920)
- 1989 - Aleksandr Ivanovič Medvedkin, regista cinematografico sovietico (n. 1900)
- 1990 - Francesco Antonio De Cataldo, avvocato e politico italiano (n. 1932)
- 1990 - Otto Eduard Neugebauer, matematico austriaco (n. 1899)
- 1990 - Michael Powell, regista e sceneggiatore inglese (n. 1905)
- 1991 - Milton S. Plesset, fisico statunitense (n. 1908)
- 1991 - Ugo Procacci, storico dell'arte e funzionario italiano (n. 1905)
- 1991 - Dámaso Rodríguez Martín, serial killer spagnolo (n. 1944)
- 1992 - Takehiko Kanagoki, cestista giapponese (n. 1914)
- 1992 - Buddy O'Grady, cestista e allenatore di pallacanestro statunitense (n. 1920)
- 1992 - Vladimir Solomonovič Pozner, scrittore francese (n. 1905)
- 1992 - Tojo Yamamoto, wrestler statunitense (n. 1927)
- 1993 - Aleksandr Sergeevič Davydov, fisico sovietico (n. 1912)
- 1994 - Luigi Bucciante, medico e anatomista italiano (n. 1902)
- 1994 - Johnny Hancocks, allenatore di calcio e calciatore inglese (n. 1919)
- 1994 - Ivan Sidorenko, militare russo (n. 1919)
- 1994 - Derek Jarman, regista e sceneggiatore britannico (n. 1942)
- 1994 - Vittorio Rieti, compositore italiano (n. 1898)
- 1995 - Howard Cable, cestista statunitense (n. 1913)
- 1995 - John Howard, attore statunitense (n. 1913)
- 1995 - Luciano Pistoi, critico d'arte, gallerista e editore italiano (n. 1927)
- 1995 - Calder Willingham, scrittore e sceneggiatore statunitense (n. 1922)
- 1996 - Antonio Creus, pilota automobilistico e pilota motociclistico spagnolo (n. 1924)
- 1996 - Veraldo Vespignani, politico italiano (n. 1921)
- 1997 - Deng Xiaoping, politico, rivoluzionario e militare cinese (n. 1904)
- 1998 - Gianfranco Canali, storico italiano (n. 1950)
- 1998 - Pak Flohr, sportivo indonesiano (n. 1923)
- 1998 - George Male, calciatore inglese (n. 1910)
- 1998 - Mancur Olson, economista statunitense (n. 1932)
- 1998 - Lothar Vetterke, calciatore tedesco orientale (n. 1932)
- 1999 - Arnaldo Bera, partigiano, politico e sindacalista italiano (n. 1915)
- 1999 - Vinicio Congiu, avvocato, giornalista e imprenditore italiano (n. 1918)
- 1999 - Mario Degrassi, calciatore italiano (n. 1919)
- 1999 - Alois Haene, missionario e vescovo cattolico svizzero (n. 1910)
- 1999 - Lloyd LaBeach, velocista panamense (n. 1922)
- 1999 - Eliseo Salino, ceramista e scultore italiano (n. 1919)
- 1999 - Muhammad Muhammad Sadiq al-Sadr, religioso iracheno (n. 1943)
- 2000 - Friedensreich Hundertwasser, pittore, scultore e architetto austriaco (n. 1928)
- 2000 - Emilio Pasanisi, avvocato e dirigente d'azienda italiano (n. 1908)
- 2000 - Riccardo Tommasi Ferroni, pittore e incisore italiano (n. 1934)
- 2000 - Paul Verschuren, vescovo cattolico olandese (n. 1925)

## XXI secolo(156)
- 2001 - Stanley Kramer, regista e produttore cinematografico statunitense (n. 1913)
- 2001 - Fico López, cestista cubano (n. 1918)
- 2001 - Guy Rodgers, cestista statunitense (n. 1935)
- 2001 - Roland Stoltz, hockeista su ghiaccio svedese (n. 1931)
- 2001 - Charles Trenet, cantautore e paroliere francese (n. 1913)
- 2001 - Gert Wiedenhofen, attore, doppiatore e conduttore radiofonico tedesco (n. 1927)
- 2002 - Lila De Nobili, disegnatrice, pittrice e scenografa italiana (n. 1916)
- 2002 - Arthur Eisenmenger, disegnatore tedesco (n. 1914)
- 2002 - Virginia Hamilton, scrittrice statunitense (n. 1936)
- 2002 - Sal Bartolo, pugile statunitense (n. 1917)
- 2002 - Sylvia Rivera, attivista statunitense (n. 1951)
- 2002 - Mátyás Tóth, calciatore ungherese (n. 1918)
- 2003 - Richard L. Anderson, statistico statunitense (n. 1915)
- 2003 - Washington Beltrán, avvocato, giornalista e politico uruguaiano (n. 1914)
- 2003 - Ettore Geri, attore italiano (n. 1914)
- 2003 - James D. Hardy, chirurgo statunitense (n. 1918)
- 2004 - Giulio Battistini, politico italiano (n. 1912)
- 2004 - Gurgen Margaryan, militare armeno (n. 1978)
- 2004 - Franco Ponzinibio, calciatore argentino (n. 1914)
- 2005 - Li Baohua, politico e funzionario cinese (n. 1909)
- 2005 - Angel Marchand, immunologo portoricano (n. 1912)
- 2005 - Parsons Nabiula, nuotatore filippino (n. 1930)
- 2005 - Kihachi Okamoto, regista giapponese (n. 1924)
- 2005 - Giuseppe Piromalli, mafioso italiano (n. 1921)
- 2006 - Angelo Brignole, ciclista su strada italiano (n. 1924)
- 2006 - Godtfred Holmvang, multiplista norvegese (n. 1917)
- 2006 - Wi Kuki Kaa, attore neozelandese (n. 1938)
- 2006 - Isidoro Urra, calciatore spagnolo (n. 1916)
- 2007 - Mahala Ashley Dickerson, avvocatessa e attivista statunitense (n. 1912)
- 2007 - Paolo Bertolani, scrittore e poeta italiano (n. 1931)
- 2007 - Janet Blair, attrice statunitense (n. 1921)
- 2007 - Amedeo De Janni, generale italiano (n. 1915)
- 2007 - Obdulio Diano, calciatore argentino (n. 1919)
- 2007 - Celia Franca, ballerina e coreografa britannica (n. 1921)
- 2008 - Natalija Bessmertnova, ballerina sovietica (n. 1941)
- 2008 - Egor Letov, cantante e chitarrista russo (n. 1964)
- 2008 - Teo Macero, sassofonista e produttore discografico statunitense (n. 1925)
- 2008 - David Watkin, direttore della fotografia britannico (n. 1925)
- 2009 - Kelly Groucutt, bassista britannico (n. 1945)
- 2009 - Berndt Lindfors, ginnasta finlandese (n. 1932)
- 2009 - Oreste Lionello, attore, cabarettista e doppiatore italiano (n. 1927)
- 2009 - Jaroslava Mirovická, pallavolista e cestista cecoslovacca (n. 1925)
- 2010 - Jamie Gillis, attore pornografico statunitense (n. 1943)
- 2010 - Vittorio Giorgini, architetto italiano (n. 1926)
- 2010 - Bruno Gironcoli, scultore austriaco (n. 1936)
- 2010 - Lionel Jeffries, attore, regista e sceneggiatore inglese (n. 1926)
- 2010 - Elli Parvo, attrice italiana (n. 1914)
- 2011 - Jeremy Gaige, scacchista, scrittore e giornalista statunitense (n. 1927)
- 2011 - Dario Lanzardo, fotografo e scrittore italiano (n. 1934)
- 2011 - Goddy Leye, artista camerunese (n. 1965)
- 2011 - Ollie Matson, velocista e giocatore di football americano statunitense (n. 1930)
- 2011 - Ernő Solymosi, calciatore ungherese (n. 1940)
- 2012 - Ruth Barcan Marcus, filosofa e logica statunitense (n. 1921)
- 2012 - Attilio Basile, chirurgo italiano (n. 1910)
- 2012 - Sieglinde Bräuer, sciatrice alpina austriaca (n. 1942)
- 2012 - Renato Dulbecco, biologo e medico italiano (n. 1914)
- 2012 - Fausto Gianfranceschi, scrittore e giornalista italiano (n. 1928)
- 2012 - John Paul Hogan, chimico statunitense (n. 1919)
- 2012 - Giovanni Lilliu, archeologo e pubblicista italiano (n. 1914)
- 2012 - Frits Staal, indologo e filosofo olandese (n. 1930)
- 2012 - Stasys Stonkus, cestista sovietico (n. 1931)
- 2012 - Vitalij Ivanovič Vorotnikov, politico sovietico (n. 1926)
- 2012 - Georgi Čerkelov, attore bulgaro (n. 1930)
- 2013 - Armen Alchian, economista statunitense (n. 1914)
- 2013 - Raúl Ballefín, cestista e allenatore di pallacanestro uruguaiano (n. 1923)
- 2013 - Robert Coleman Richardson, fisico statunitense (n. 1937)
- 2014 - Antonio Benítez Fernández, calciatore spagnolo (n. 1951)
- 2014 - Kresten Bjerre, calciatore danese (n. 1946)
- 2014 - Simón Díaz, cantante e compositore venezuelano (n. 1928)
- 2014 - Dale Gardner, astronauta statunitense (n. 1948)
- 2014 - Valerij Nikolaevič Kubasov, cosmonauta sovietico (n. 1935)
- 2014 - Paolo Lancellotti, batterista italiano (n. 1947)
- 2014 - Riccardo Licata, pittore italiano (n. 1929)
- 2014 - Franco Origone, fumettista e illustratore italiano (n. 1950)
- 2015 - Ivan Davidov, calciatore bulgaro (n. 1943)
- 2015 - Gérard Ducarouge, ingegnere francese (n. 1941)
- 2015 - Nevio Felicetti, politico italiano (n. 1925)
- 2015 - Harold Johnson, pugile statunitense (n. 1928)
- 2015 - Lígia Maria Moraes, cestista brasiliana (n. 1973)
- 2015 - Mudaffar Sjah, sovrano e politico indonesiano (n. 1935)
- 2015 - Mats Olausson, tastierista svedese (n. 1961)
- 2016 - Moha ou-Lhoussein Achiban, cantante e danzatore berbero (n. 1916)
- 2016 - Carla Cerati, fotografa e scrittrice italiana (n. 1926)
- 2016 - Guglielmo Colussi, rugbista a 15, allenatore di rugby a 15 e dirigente sportivo italiano (n. 1938)
- 2016 - Umberto Eco, semiologo, filosofo e scrittore italiano (n. 1932)
- 2016 - Freddie Goodwin, dirigente sportivo, allenatore di calcio e calciatore inglese (n. 1933)
- 2016 - Harper Lee, scrittrice statunitense (n. 1926)
- 2016 - Samuel Willenberg, scultore, scrittore e superstite dell'Olocausto polacco (n. 1923)
- 2017 - Maud de Belleroche, scrittrice, saggista e attrice francese (n. 1922)
- 2017 - Larry Coryell, chitarrista statunitense (n. 1943)
- 2017 - Halaevalu Mata'Aho 'Ahome'e, regina tongana (n. 1926)
- 2017 - Kyoko Hayashi, scrittrice giapponese (n. 1930)
- 2017 - Kaci Kullmann Five, politica norvegese (n. 1951)
- 2017 - Igor' Rostislavovič Šafarevič, matematico sovietico (n. 1923)
- 2017 - Danuta Szaflarska, attrice e doppiatrice polacca (n. 1915)
- 2017 - Nancy Willard, scrittrice e poetessa statunitense (n. 1936)
- 2017 - Ilan Zeiger, cestista israeliano (n. 1939)
- 2018 - Massimo Bonfantini, filosofo e semiologo italiano (n. 1942)
- 2018 - Sergej Litvinov, martellista russo (n. 1958)
- 2018 - Jim Springer, cestista statunitense (n. 1926)
- 2018 - Jurij Tjukalov, canottiere sovietico (n. 1930)
- 2018 - Tonino Zangardi, regista, sceneggiatore e produttore cinematografico italiano (n. 1957)
- 2019 - Lucilla Bassotti, matematica italiana (n. 1934)
- 2019 - Dick Boushka, cestista statunitense (n. 1934)
- 2019 - Giulio Brogi, attore italiano (n. 1931)
- 2019 - Gabriele La Porta, giornalista, autore televisivo e conduttore televisivo italiano (n. 1945)
- 2019 - Karl Lagerfeld, stilista e fotografo tedesco (n. 1933)
- 2019 - Doro Morigi, ciclista su strada e pistard italiano (n. 1920)
- 2020 - Pete Babando, hockeista su ghiaccio statunitense (n. 1925)
- 2020 - Heather Couper, astronoma, giornalista e divulgatrice scientifica britannica (n. 1949)
- 2020 - Jean Daniel, giornalista e scrittore francese (n. 1920)
- 2020 - Pop Smoke, rapper statunitense (n. 1999)
- 2020 - José Mojica Marins, regista, attore e showman brasiliano (n. 1936)
- 2020 - Pankaj Naram, medico e personaggio televisivo indiano (n. 1955)
- 2020 - Bruna Parmesan, costumista italiana (n. 1923)
- 2020 - Francesco Villa, pilota motociclistico e imprenditore italiano (n. 1933)
- 2021 - Faisal Al-Dosari, calciatore bahreinita (n. 1968)
- 2021 - Luigi Albertelli, paroliere e autore televisivo italiano (n. 1934)
- 2021 - Đorđe Balašević, cantautore jugoslavo (n. 1953)
- 2021 - Arturo Di Modica, scultore italiano (n. 1941)
- 2021 - Calixto Malcom, cestista panamense (n. 1947)
- 2021 - Adolf Mathis, sciatore alpino svizzero (n. 1938)
- 2021 - Ion N. Petrovici, neurologo rumeno (n. 1929)
- 2022 - Gary Brooker, cantante, pianista e compositore britannico (n. 1945)
- 2022 - Nigel Butterley, pianista e compositore australiano (n. 1935)
- 2022 - Marino Golinelli, imprenditore, filantropo e collezionista d'arte italiano (n. 1920)
- 2022 - Dan Graham, artista e scrittore statunitense (n. 1942)
- 2022 - Gordana Janjić, cestista jugoslava (n. 1952)
- 2022 - Kakuichi Mimura, calciatore giapponese (n. 1931)
- 2022 - Carlo Molari, presbitero, insegnante e saggista italiano (n. 1928)
- 2022 - Jacques Poos, politico e economista lussemburghese (n. 1935)
- 2022 - Charley Taylor, giocatore di football americano statunitense (n. 1941)
- 2023 - Richard Belzer, attore e comico statunitense (n. 1944)
- 2023 - Lanfranco Cesari, giornalista e scrittore italiano (n. 1933)
- 2023 - Greg Foster, ostacolista statunitense (n. 1958)
- 2023 - Caio Gracco, artista italiano (n. 1940)
- 2023 - Red McCombs, imprenditore statunitense (n. 1927)
- 2023 - Jansen Panettiere, attore statunitense (n. 1994)
- 2024 - Jan Assmann, storico e egittologo tedesco (n. 1938)
- 2024 - Paul D'Amato, attore statunitense (n. 1949)
- 2024 - Raffaele Delfino, politico italiano (n. 1931)
- 2024 - Ira von Fürstenberg, nobile, attrice e designer italiana (n. 1940)
- 2024 - Robert Reid, cestista e allenatore di pallacanestro statunitense (n. 1955)
- 2024 - Stewart Robertson, direttore d'orchestra e pianista britannico (n. 1948)
- 2024 - Bobby Tench, chitarrista britannico (n. 1944)
- 2024 - Carlos Manuel Urzúa Macías, politico e economista messicano (n. 1955)
- 2025 - Kent Bernard, velocista trinidadiano (n. 1942)
- 2025 - Nicolás Antonio Castellanos Franco, vescovo cattolico e missionario spagnolo (n. 1935)
- 2025 - Souleymane Cissé, regista maliano (n. 1940)
- 2025 - Rossella Drudi, sceneggiatrice e scrittrice italiana (n. 1963)
- 2025 - Gholamhossein Farzami, calciatore iraniano (n. 1948)
- 2025 - Cataldo Innato, karateka e maestro di karate italiano (n. 1958)
- 2025 - Frits Korthals Altes, politico olandese (n. 1931)
- 2025 - Fernando Madeira, nuotatore e pallanuotista portoghese (n. 1932)
- 2025 - Elia Manara, politico e medico italiano (n. 1929)
- 2025 - Jean Sarrus, cantante, bassista e attore francese (n. 1945)

## Senza anno specificato(2)
- Alvaro da Cordova, religioso spagnolo
- Pandolfo IV di Capua, principe longobardo (n. 986)